# Microplitis deprimator
Microplitis deprimator är en stekelart som först beskrevs av Fabricius 1798.  Microplitis deprimator ingår i släktet Microplitis och familjen bracksteklar. Arten är reproducerande i Sverige. Inga underarter finns listade i Catalogue of Life.